# X3D
X3D és un llenguatge informàtic per a gràfics vectorials definit per una norma ISO, que pot utilitzar tant una sintaxi similar a la de XML com una del tipus VRML (Virtual Reality Modelling Language). X3D amplia VRML amb extensions de disseny i la possibilitat d'utilitzar XML per modelar escenes completes en temps real.